# Darmstadt Nord
Darmstadt Nord (niem. Bahnhof Darmstadt Nord) – stacja kolejowa w Darmstadt, w kraju związkowym Hesja, w Niemczech. Stacja pasażerska, gdzie zatrzymują się pociągi na Odenwaldbahn i Rhein-Main-Bahn, ma cztery tory i dwa perony wyspowe. Równolegle ze stacją pasażerską biegną tory przeznaczone dla pociągów towarowych.
Według klasyfikacji Deutsche Bahn ma kategorię 5.

## Architektura
Dworzec Darmstadt Nord zbudowany został w latach 1909-1912 jako część wyrównania linii kolejowych do Darmstadt, dla pracowników i jako połączenia z firmą Merck. Była to stacja kolejowa II stopnia, zbudowana na początku XX wieku, została zaprojektowana przez szefa planowania zarządzania kolejowego Mainz, Friedricha Metteganga. Budynek dworca znajduje się na poziomie gruntu i otwiera od góry przez korytarz prostopadły do torów i schody prowadzące do obu peronów. 

## Historia
Rhein-Main-Bahn została otwarta przez Hessische Ludwigsbahn 1 sierpnia 1858. Wkrótce potem stacja otrzymała swój pierwszy budynek dworcowy. Stacja została obsadzona przez kierownika stacji i czterech wartowników.
Po zakończeniu I wojny światowej Weiterstadt był w czasie okupacji alianckiej w strefie francuskiej. Stacja została wykorzystana jako początkowa i końcowa dla pociągów jadących z zachodu.
Dzisiejszy budynek dworcowy został zbudowany około 1870, na południe od torów. Jest typowym dworcem z czasów Hessischen Ludwigsbahn. Jest on zbudowany z czerwonego piaskowca, posiada dwie kondygnacje i wyposażony jest w osobne skrzydło, gdzie mieści się restauracja. Obecnie jest on pomnikiem kultury Hesji.

## Linie kolejowe
- Odenwaldbahn
- Rhein-Main-Bahn